# Aousserd
Aousserd, Auserd, Ausert ou Awsard é uma pequena cidade e comuna rural do Saara Ocidental administrada de facto por Marrocos, que a considera parte do seu território. Faz parte da província homônima, que faz parte da região de Dakhla-Oued Ed Dahab. Segundo o censo marroquino de 2004 tinha 5 832 habitantes.
Situa-se a 270 km por estrada a sudeste de Dakhla. Apesar do nome, a capital da província de Aousserd é atualmente Bir Gandus, situada cerca de 250 km a oeste-sudoeste em linha reta de Aousserd. A cidade  tem poucas estruturas permanentes ou casas, pois muitos dos residentes são beduínos saaráuis que conservam o estilo de vida nómada tradicional e que vivem em tendas e só passam por Aousserd uma parte do ano ou estão apenas de passagem.
Auserd é também o nome de um campo de refugiados saaráuis situado a sul de Tindouf, na Argélia, o qual alberga cerca de 20 000 pessoas.